# Beccariola elongata
Beccariola elongata es una especie de coleóptero de la familia Endomychidae.

## Distribución geográfica
Habita en Indonesia.